# Movimento Popolare per il Cambiamento Democratico
Il Movimento Popolare per il Cambiamento Democratico (in inglese: People's Movement for Democratic Change - PMDC) è un partito politico sierraleonese di orientamento liberale fondato nel 2006.
Leader del partito è Charles Margai, già ministro dell'interno (1998-1999) e della sicurezza (1999-2001), figlio di Albert Margai, primo ministro dal 1964 al 1967, e nipote di Milton Margai, primo ministro dal 1961 al 1964.

## Risultati elettorali
| Elezione          | Voti    | %    | Seggi    |
| ----------------- | ------- | ---- | -------- |
| Parlamentari 2007 | 275 435 | 15,4 | 10 / 112 |
| Parlamentari 2012 | 69 202  | 3,23 | 0 / 112  |